# Banco Nacional
Banco Nacional, originalmente Banco Nacional de Minas Gerais, foi uma instituição financeira brasileira fundada pelo ex-governador de Minas Gerais José de Magalhães Pinto e seu irmão Valdomiro de Magalhães Pinto.
O banco havia se destacado na época pelo seu pioneirismo em marketing esportivo, como por exemplo o famoso patrocínio ao piloto Ayrton Senna, em uma época em que pouco se falava e se viam estas iniciativas.
Ele era um dos principais bancos privados do Brasil na primeira metade da década de 1990, quando sofreu intervenção do Banco Central do Brasil em virtude de sua insolvência.

## História
Após a divulgação do Manifesto dos Mineiros em outubro de 1943, o governo Vargas passou a perseguir seus signatários. Um dos que sofreu perseguição foi José de Magalhães Pinto, então diretor do Banco da Lavoura de Minas Gerais e presidente da Associação Comercial de Minas Gerais. Magalhães Pinto foi forçado a se demitir do banco, um dos maiores do país naquela época.
Em resposta as perseguições do governo Vargas, um grupo de signatários do Manifesto se organizou em abril 1944 para formar o Banco Nacional de Minas Gerais. Liderados por Virgílio de Melo Franco, Francisco Moreira da Costa (irmão do ex-presidente do Brasil Delfim Moreira), Waldomiro Magalhães Pinto (irmão de José), reuniram um capital de 5 milhões de cruzeiros para o novo banco. Magalhães Pinto não pôde integrar a primeira diretoria do banco por veto de Vargas.
Em pouco mais de um ano o Nacional incorporou o Banco Comercial Mineiro, aumentou seu capital para 60 milhões de cruzeiros e recebeu autorizações para a abertura de agências em Belo Horizonte, Goiânia, Vitória, Rio de Janeiro e em mais vinte e seis cidades mineiras. Inicialmente dirigido por Melo Franco, o Nacional passou ao comando de José de Magalhães Pinto em 1949. Magalhães Pinto acumulava também os cargos de deputado federal e dirigente da União Democrática Nacional (UDN). Em setembro de 1950 o Nacional contava com 53 agências em quatro estados e no Distrito Federal, sendo o 13º maior banco do país em número de agências. Isso o colocava acima do Comind (37 agências) e próximo do Banespa (62 agências), Moreira Sales (63 agências) e Bradesco (66 agências).
Em 1958 o banco incorporou o Banco Sotto Maior. Dois anos depois incorporou o Banco Israelita de São Paulo e em 1963 abriu suas primeiras agências no Nordeste.
Em 1970 adquiriu e incorporou o Banco do Grande São Paulo, antigo Banco F. Munhoz, sucessor da Casa Bancária F. Munhoz (1941), famoso pelos cofrinhos.
Em 1972 mudou seu nome para Banco Nacional e adquiriu o Banco do Comércio e Indústria de Minas Gerais.
Em 1978 o Banco Nacional passou a atuar fora do Brasil. Abriu sua primeira agência no Paraguai com o nome de Interbanco.

### Deterioração
É possível que já em 1988 foi identificada a situação precária do Banco Nacional. Foi contratada uma equipe nova para tentar reverter a situação. Adotou-se uma "contabilidade fictícia" como alegou o relatório produzido pela Comissão de Inquérito do Banco Central.

### Intervenção em 1995
Em 18 de novembro de 1995 foi instaurado pelo Banco Central o Regime de Administração Especial Temporária (RAET) do Banco Nacional, onde os antigos dirigentes perdem seu mandato. É nomeado então, também pelo Banco Central, um Conselho Diretor com amplos poderes de gestão, que não interrompe nem suspende as atividades normais da instituição, mas que tem poderes legais para a venda de ativos e passivos para outras instituições. Detectou-se a existência de 652 contas fictícias com saldo cinco vezes maior que o valor do patrimônio líquido do banco.
Com apoio e garantia do Proer, o banco foi dividido em um pedaço bom (good bank) e um pedaço ruim (bad bank). O pedaço bom (good bank) foi vendido para o Unibanco. O pedaço ruim (bad bank) permaneceu no Banco Nacional, e o RAET foi transformado no Regime de Liquidação Extrajudicial (RLE) em 13 de novembro de 1996.
O RLE, então, promove a extinção da empresa quando ela é insolvente, com a devolução de eventual sobra de ativos aos controladores ou responsabilizando-os pelo passivo descoberto.

### Repercussão judicial
Em 1997 o Ministério Público Federal acusou trinta e três pessoas de fraude entre elas o controlador do banco Marcos Magalhães Pinto.  Em 2002, o ex-controlador do banco foi condenado a 28 anos em primeira instância. A pena foi reduzida para doze anos em 2010. Um ano depois foi declarada extinta, porém logo depois reinstaurada pelo Superior Tribuna de Justiça.

### Negociações com o BTG em 2014
Em setembro de 2014 foi noticiado que poderia haver negociações entre o bad bank (cujo controle acionário ainda pertencia à família Magalhães Pinto), e o banco BTG. Tratava-se da de créditos tributários antigos e outros créditos provenientes do Fundo de Compensação de Variações Salariais (FCVS). As negociações não sucederam.

## Patrocínio de Senna

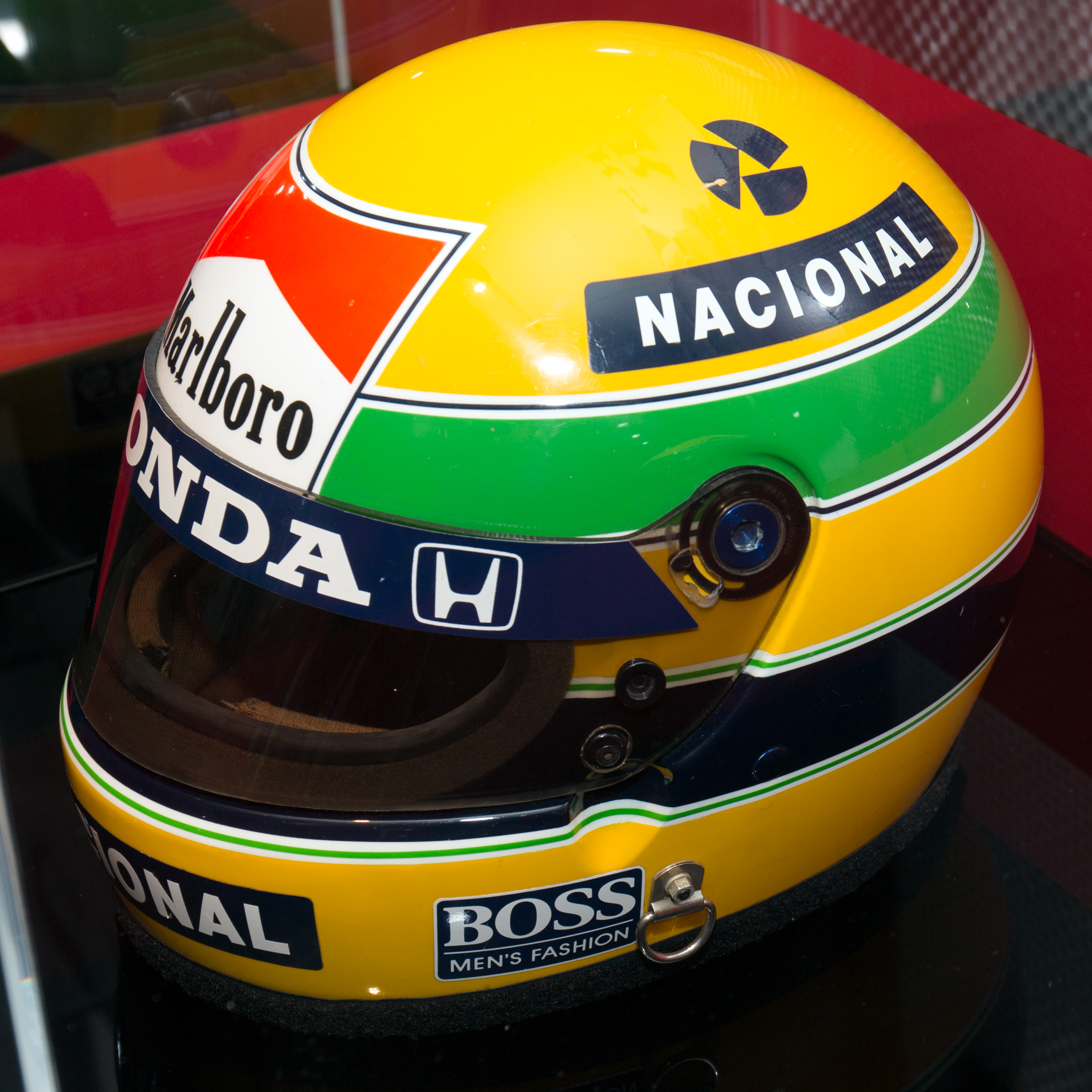
Capacete de Ayrton Senna modelo de 1988.

O histórico patrocínio entre Ayrton Senna e o Banco Nacional começou em 1984. Oscar Pedroso Horta Filho, então vice-presidente pela área de marketing do banco, havia recebido uma "proposta de patrocínio" de Senna, e tivera uma péssima impressão dela. A proposta havia chegado por Luiz Furkim, diretor de marketing da área de cartões de crédito do banco e fanático por Fórmula 1, e resumia-se numa fotocópia do desenho primário de um macacão de corridas, loteado em oito espaços de patrocínio, com os respectivos preços.
Mesmo com a má impressão Oscar acabou por relevá-la, pois o Banco Nacional estava realizando uma estratégia de rejuvenescimento e de popularização de sua marca. Combinou uma reunião com Milton da Silva, pai de Ayrton, e Armando Botelho, seu sócio e amigo. Mas não sem antes consultar pessoas como Luciano do Valle e Ciro José (na época diretor de Esportes da TV Globo) sobre o potencial de Ayrton Senna, e eles afirmarem ser uma boa aposta.
No dia e na hora marcada, Milton e Armando chegaram à sede do banco. Após uma inesperada conversa sobre amenidades que durou cerca de uma hora, Oscar logo disse que o banco estava interessado na proposta, mas que não tinha intenção de dividir a "colcha de retalhos" do macacão. O banco queria exclusividade.
Armando não conseguiu esconder que gostava da ideia de abrir mão do macacão, mas como a verba que o Banco Nacional oferecia era menor do que a soma dos oito patrocínios planejados, ele acenava com o potencial interesse do Bradesco, um grande concorrente do Nacional, presidido na época por Antônio Carlos de Almeida Braga, um notório entusiasta dos esportes. Oscar não teve certeza se era um blefe de Armando. Não era. Ficaram de fazer uma nova reunião.
Três dias depois, novamente na sede do banco em São Paulo, houve novo encontro. Oscar obtivera autorização para fechar o negócio, que consistia num contrato de um ano com alguns ajustes. Armando queria bônus por pontos de classificação de Ayrton nas corridas e no campeonato, a partir do quarto lugar. Oscar aceitou, mas em contrapartida exigiu direito de renovação por mais um ano; proposta também aceita por Armando. Acertaram a data do anúncio oficial do patrocínio e, em determinado momento, Armando tomou um bloco comum de papel que estava na mesa e registrou nele os principais números, prazos e compromissos do contrato. Pediu, então, para que Oscar fizesse o mesmo com sua letra, em outro pedaço do bloco, afirmando que a partir daquele dia o que valia era o que constava "no papelzinho".
Algum tempo depois, Oscar enviou para Armando uma minuta preparada pelo departamento jurídico do banco, dizendo que deveriam avisar a ele caso quisessem fazer qualquer alteração no contrato antes de sua assinatura. Armando retrucou dizendo que não tinham um bom advogado para olhar a minuta, reiterando que o que valia era o "nosso papelzinho". Então, por ideia de Oscar, estabeleceram também que Senna deveria participar de quatro eventos do banco por ano.
Na véspera da assinatura do contrato, nada da minuta. Armando e o próprio Ayrton viajaram ao Rio de Janeiro para fechar o negócio, mas Oscar ainda esperava ajustes e alterações propostas. Armando respondeu que assinaram a minuta, mas que qualquer coisa "o que vale é o nosso papelzinho".
Assim, eles se tornam clientes exclusivos do banco. Exclusividade que, no mercado brasileiro, resistiria a poderosas investidas de outros patrocinadores, com ofertas muito superiores ao valor do Nacional, duas ou até três vezes maiores. Ayrton sempre recusava com a mesma resposta:
O patrocínio do Banco Nacional foi fundamental na minha carreira. Eu tenho como ganhar mais fora do país, com outros patrocinadores.
— Ayrton Senna

Oscar só ficou sabendo delas por terceiros dois ou três anos após terem sido feitas. Mais tarde, com o sucesso e os títulos mundiais, Senna e Armando até propuseram ao banco um aumento no valor do contrato, mas sem citar as ofertas que estavam recebendo, para evitar a indesejável atmosfera de um leilão. Oscar, sem condições de atendê-los, chegou a abrir mão da exclusividade do banco, pedindo apenas para ser consultado sobre o perfil do futuro parceiro do patrocínio. Dois dias depois Senna, através de Armando, respondeu que não. Preferia deixar como estava. E assim ficou, até o dia de sua morte.
Hoje em dia, mesmo após a morte de Senna e a falência do Banco Nacional, este patrocínio ainda é lembrado com carinho por quem o viu, e o famigerado boné ainda é vendido como souvenir pela loja oficial de Ayrton Senna.

## Outros patrocínios
O Banco Nacional foi o primeiro patrocinador do Jornal Nacional, da Rede Globo, originando até mesmo seu nome.
Nas partidas finais do Campeonato Brasileiro de 1984, patrocinou também o Fluminense e o Vasco ao colocar sua marca no uniforme dos dois times.